# Tännäs
För andra betydelser, se Tännäs (olika betydelser).
Tännäs (sydsamiska: Neassa) är en småort i Tännäs distrikt i Härjedalens kommun och kyrkbyn i Tännäs socken.
Tännäs kyrkby med Tännäs kyrka ligger på sluttningarna av de sju bergen  Tännäsberget, Nättan, Nättberget, Tomtberget, Klintberget, Annhammaren och Vegalsberget. 
Tännäs ligger bredvid sjön Lossen och de två vattendragen Tännån och Myskelån.

## Ortnamnet
Tännäs har fått namnet av fornnordiska tenda, som betyder "den glittrande" eller "den glänsande", och omnämns så tidigt som 1406 som Tennanessi bøø.

## Samhället
Tännäs kyrka är en av Sveriges högst belägna – 648 meter över havet. Det har funnits en liten kyrka redan på 1400-talet, troligen en stavkyrka. År 1672 invigdes den andra kyrkan på kyrkplatsen i Tännäs, denna kyrka var heller inte så stor, cirka 16,5 x 10,5 alnar (9 x 6 meter). På 1800-talet fanns det behov av en större kyrka, och den nuvarande och tredje kyrkan i ordningen uppfördes. Arkitekten var J Blom som fått sina ritningar godkända redan 1840. År 1855 startade byggmästare Johan Nordell från Los kyrkobygget. 
Första köpebrevet av fastighet i Tännäs är en handling daterad från år 1406, vilket gör Tännäs till en fjällby med gamla anor. I anslutning till byn finns otaliga fångstgropssystem som vittnar om ett rikt djurliv, dessa har via utgrävningar daterats till 1500 år före Kristus. Myrmalm har brutits och blästerugnar från 1500-talet finns bevarade. 
Under Tännäsbergets sydsluttning odlade traktens bönder potatis, där var odling gynnsam på grund av värmen från berget samt skydd för den tidiga frosten på hösten. På nästan alla gårdar fans ladugårdar med djur och till varje gård hade man en "säter" (fäbodvall) som var belägen på utmarken där djuren betade sommartid, detta för att spara gårdens slåtter till att fylla ladorna inför vintern som kunde vara lång och kall. 
Turismen startade tidigt då besökare kunde komma och hyra in sig i något ledigt rum på gårdarna under sommaren eller vid påsken. Under 1960-talet när jordbruken började läggas ner på grund av olönsamhet och tungt arbete började gårdsbrukarna satsa på turismen som komplement till arbetet i timmerskogen. Turismen har allt mera tagit över och är numera en basnäring då skogsbruket mekaniserats. 
1965 uppkom planerna på en slalombacke med linbana och Tännäs Linbane AB bildades. Detta övergick till att ägas av Tännäs skidklubb som 1974 sålde verksamheten till Kullenbergs AB. 2004 återöppnades Tännäskröket, i ny regi som är en vintersportanläggning med många möjligheter till skidåkning och boende.
Området har i dag flera stugbyar med möjligheter till boende så som Fjällbyn, Fjällvattnet, Tännäskröket och Rönningestugorna.

## Myskoxhägnet
Utanför Tännäs finns det enda myskoxhägnet i Sverige. I hägnet vistas myskoxarna i sin naturliga miljö. Syftet med hägnet är att rädda myskoxarna från utrotning i Sverige. Det finns i Sverige ytterligare cirka sju myskoxar som strövar fritt på fjället i Härjedalen, troligtvis omkring 10 km från Tännäs. Som mest beräknats det ha funnits ett 30-tal fritt strövande myskoxar.

## Bilder

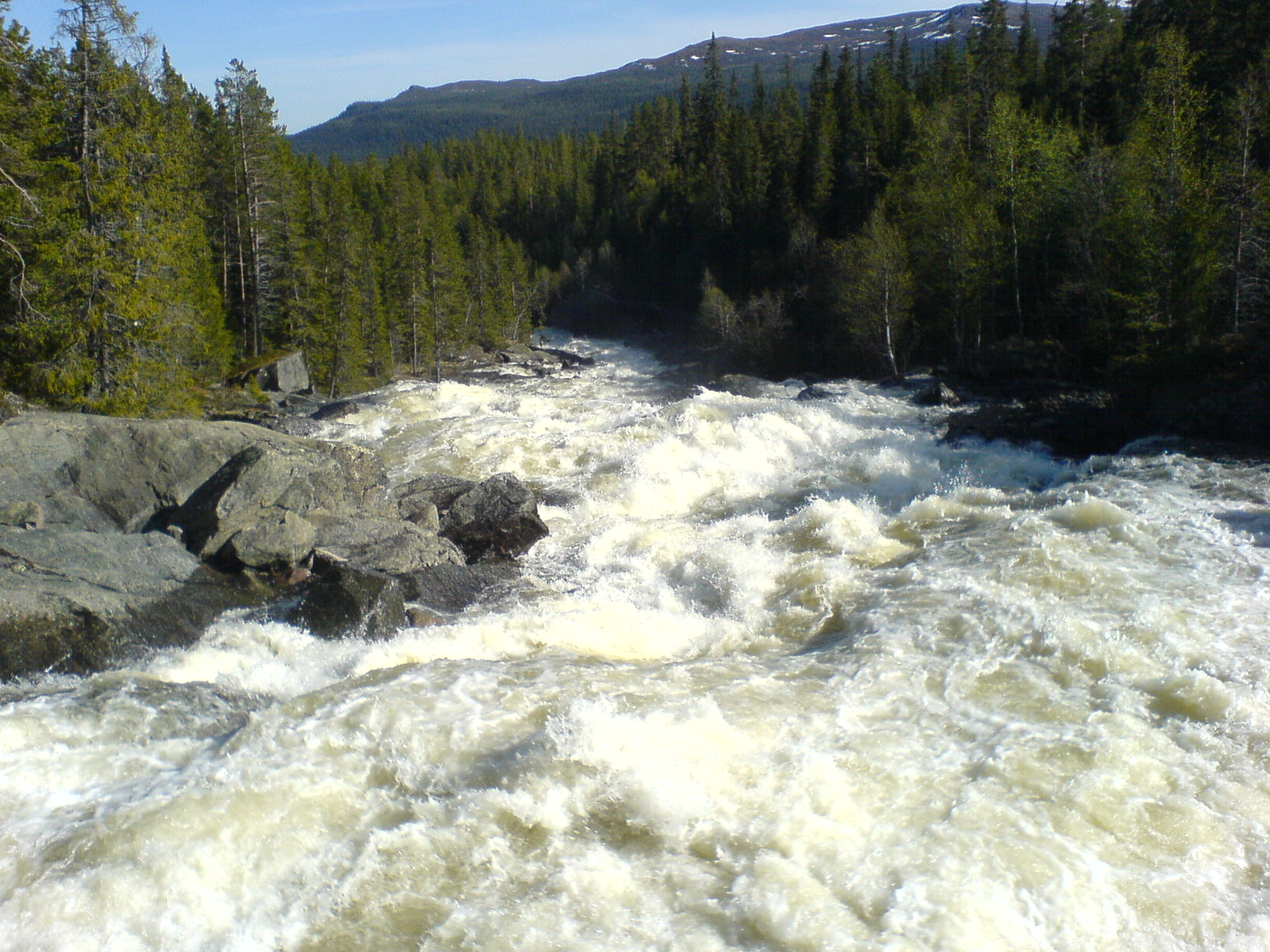
Vattenfall vid Tännäs.
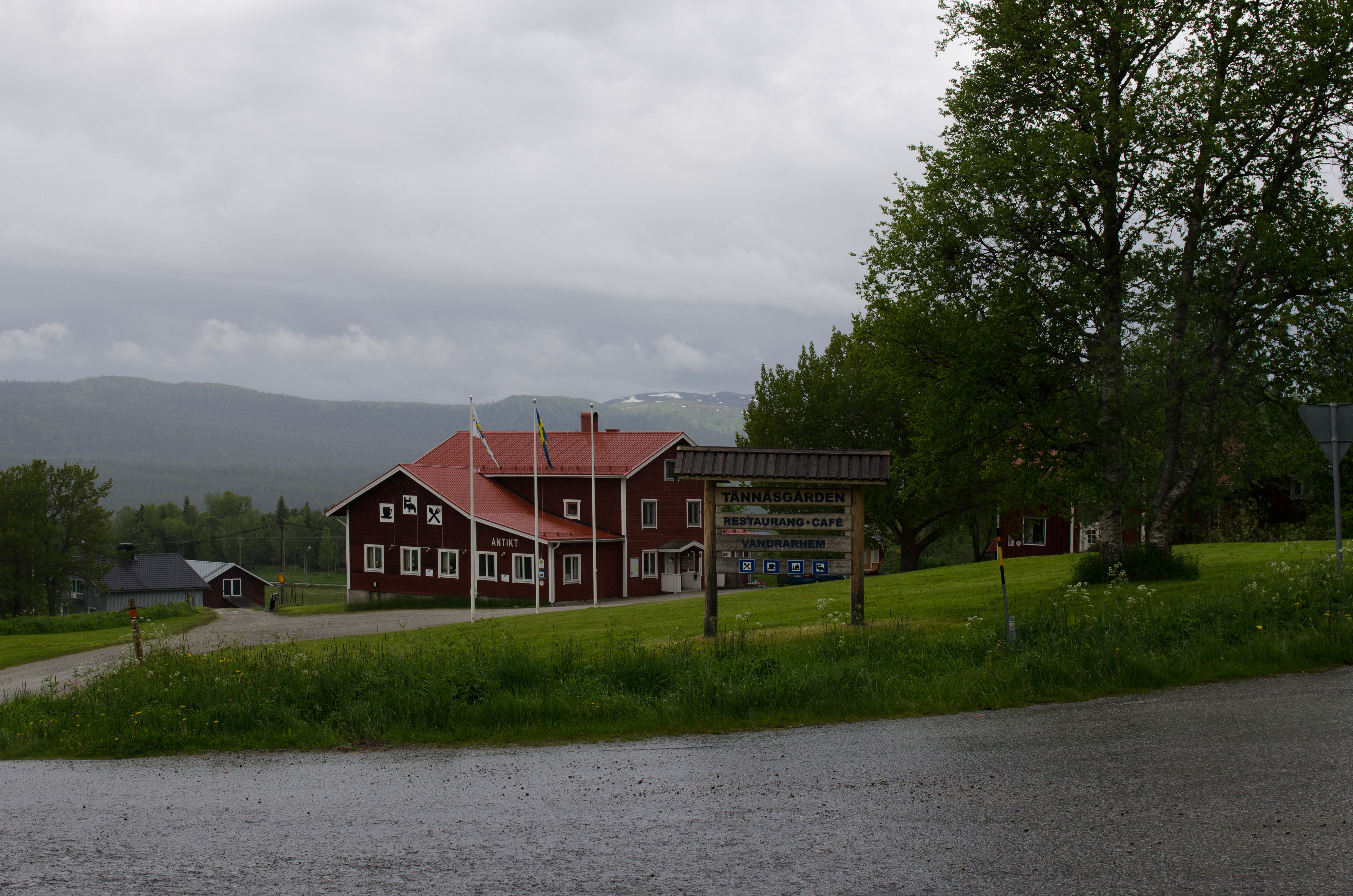
Tännäsgården
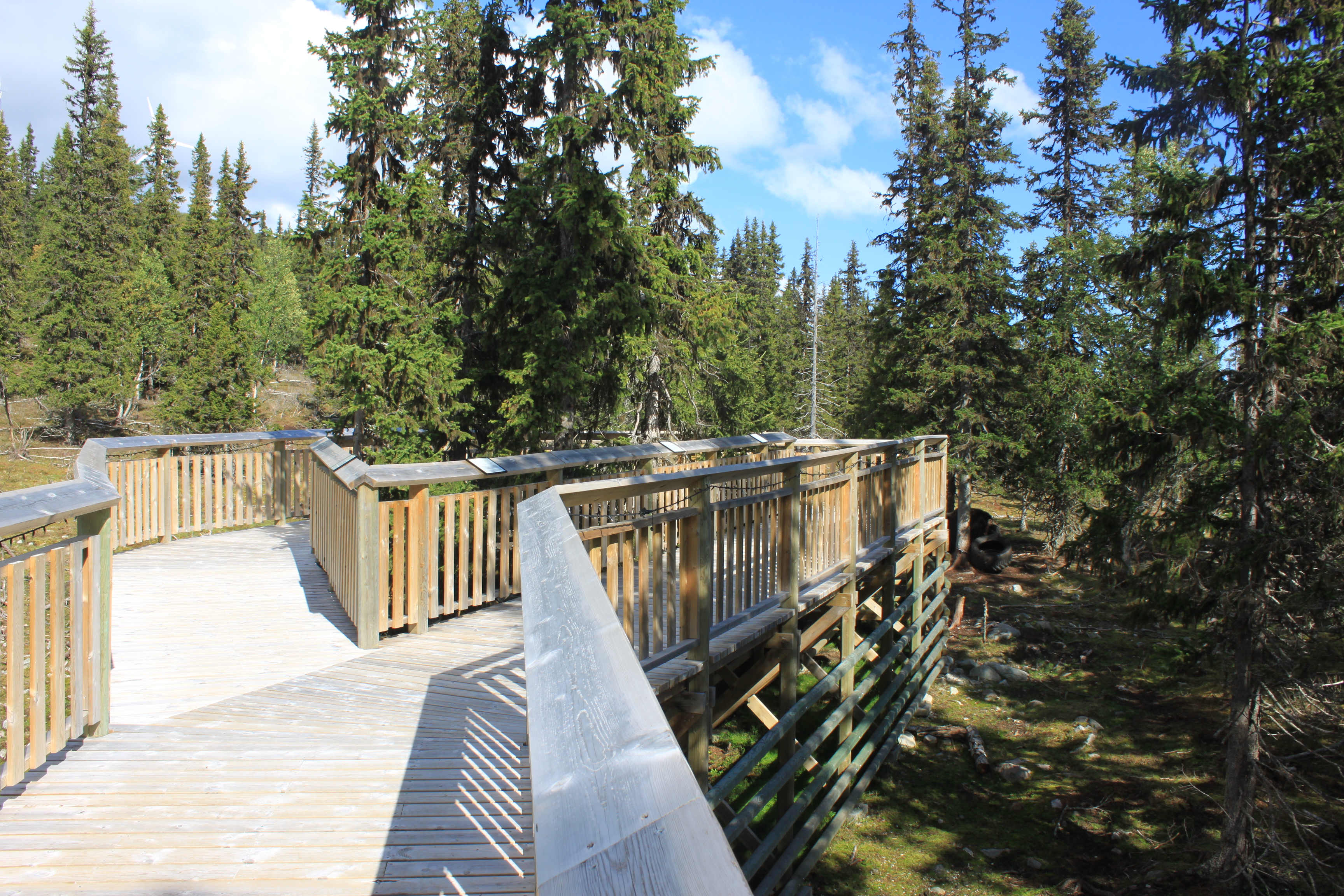
Myskoxhägnet utanför Tännäs.
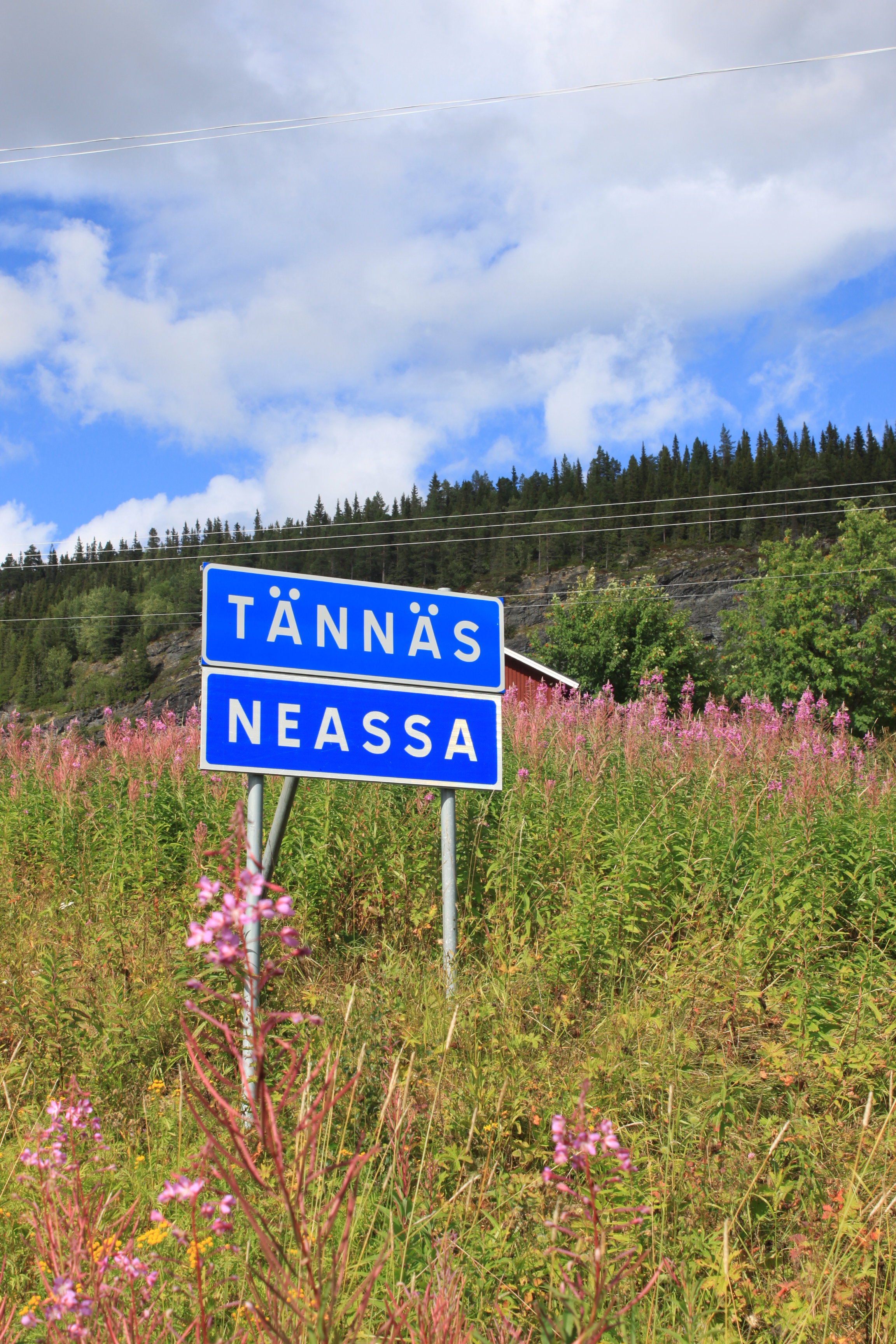
Vägskylt vid Tännäs med text på svenska och sydsamiska.